# Санванса
Санванса́ (фр. Sanvensa, окс. Sant Vensan) — коммуна во Франции, находится в регионе Окситания. Департамент — Аверон. Входит в состав кантона Нажак. Округ коммуны — Вильфранш-де-Руэрг.
Код INSEE коммуны — 12259.
Коммуна расположена приблизительно в 510 км к югу от Парижа, в 95 км северо-восточнее Тулузы, в 45 км к западу от Родеза.

## Население
Население коммуны на 2008 год составляло 634 человека.
| 1962 | 1968 | 1975 | 1982 | 1990 | 1999 | 2008 |
| ---- | ---- | ---- | ---- | ---- | ---- | ---- |
| 582  | 649  | 625  | 558  | 563  | 506  | 634  |

## Экономика
В 2007 году в числе 362 человек в трудоспособном возрасте (15—64 лет) 251 были экономически активными, 111 — неактивными (показатель активности — 69,3 %, в 1999 году было 68,9 %). Из 251 активных работали 233 человека (121 мужчина и 112 женщин), безработных было 18 (8 мужчин и 10 женщин). Среди 111 неактивных 23 человека были учениками или студентами, 60 — пенсионерами, 28 были неактивными по другим причинам.

## Достопримечательности
- Замок XVI года. Памятник истории с 1967 года[8]

## Фотогалерея

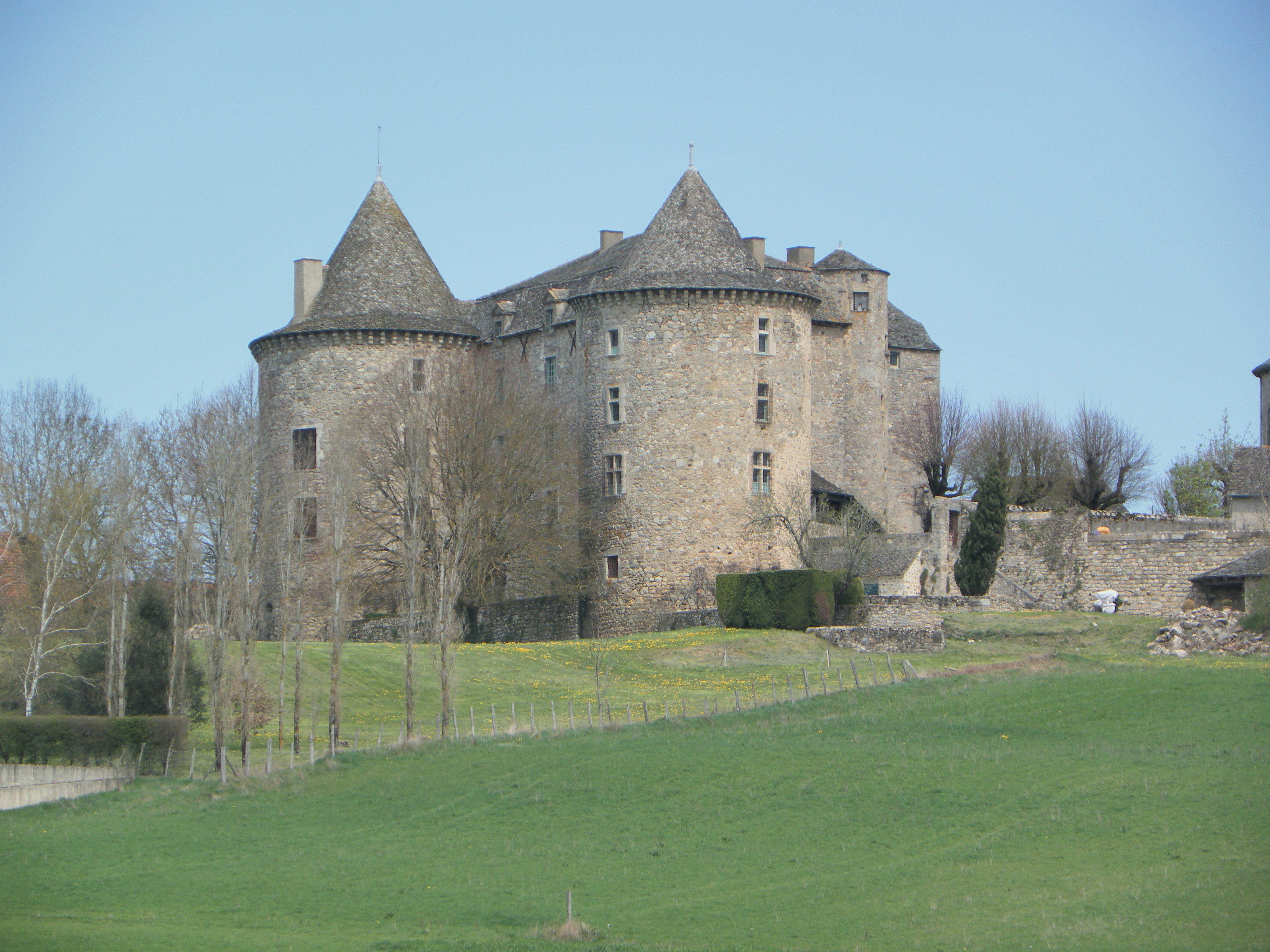
Замок
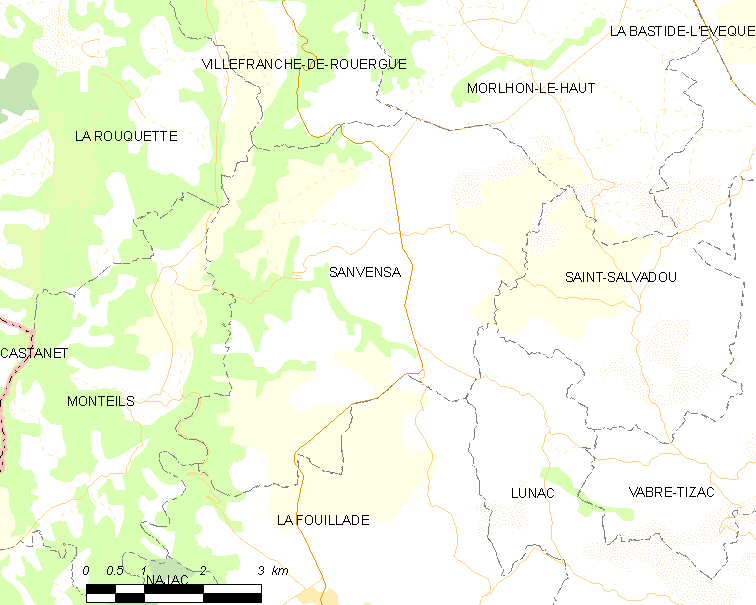
Карта коммуны